# People Pie
People Pie è il terzo album del gruppo musicale Africa Unite, pubblicato nel 1991 dall'etichetta discografica New Tone Records.

## Descrizione
Dopo i primi due mini-LP questo è il primo album non autoprodotto.

## Tracce
1. Politics – 4:53
2. U Man Right – 4:14
3. Lionhorse Possee – 4:48
4. Rasta Soul – 2:13
5. Rastamuffin Version – 3:52
6. Mr. Racist – 5:52
7. They Will Say – 4:33
8. Hope To Hope – 2:08
9. Cheap Trash Trinkets – 5:18
10. Madadub – 3:49

Durata totale: 41:40

## Formazione
- Bunna - voce, chitarra, basso
- Papa Nico - percussioni
- Paolo Parpaglione - sassofono
- Ciro Cirri - basso